# Woodlarkia scorpionides
Woodlarkia scorpionides är en insektsart som först beskrevs av Xavier Montrouzier 1855.  Woodlarkia scorpionides ingår i släktet Woodlarkia och familjen Heteropterygidae. Inga underarter finns listade i Catalogue of Life.